# 圖扎尼夫齊
49°26′26″N 24°10′26″E / 49.44056°N 24.17389°E
圖扎尼夫齊（烏克蘭語：Тужанівці），是烏克蘭的村庄，位於該國西部利沃夫州，由斯特雷區新羅茲迪爾市鎮負責管轄，始建於1650年，面積0.68平方公里，海拔高度264米，2001年人口385，人口密度每平方公里569.53人。